# Tionde legionen
Tionde legionen, Legio X, kallades flera romerska legioner under romerska republiken och romerska kejsardömet.
Marcus Licinius Crassus Legio X, som besegrades vid Slaget vid Carrhae 53 f.Kr.
Julius Caesars Legio X Equestris, också benämnd X Veneria, var Caesars "favoritlegion" och utkämpade flera slag under dennes fälttåg, bland annat i Gallien och under Romerska inbördeskriget (49–45 f.Kr.).
Augustus Caesars Legio X Gemina som var en hopslagning av Legio X Equestris och en annan, okänd legion.
Legio X Fretensis var delaktig i att slå ned det judiska upproret i den romerska provinsen Iudaea år 66–73. Denna legion intog fortet Masada år 72.